# Wang Qiang (piłkarz)
Wang Qiang  (chiń. 汪强; ur. 23 lipca 1984 w Dalian) – chiński piłkarz występujący na pozycji obrońcy. Zawodnik klubu Changsha Ginde.

## Kariera klubowa
Wang zawodową karierę rozpoczynał w 2004 roku w zespole Shenyang Ginde z Chinese Super League. W tych rozgrywkach zadebiutował w sezonie 2004. Rozegrał wówczas 12 ligowych spotkań, a w lidze zajął z zespołem 8. miejsce. W sezonie 2006 strzelił pierwszego gola w Chinese Super League.

## Kariera reprezentacyjna
W reprezentacji Chin Wang zadebiutował 18 lipca 2009 roku w wygranym 3:1 towarzyskim meczu z Palestyną.
W 2011 roku został powołany do kadry na Puchar Azji.